# Železniční trať Pockau-Lengefeld – Neuhausen
Železniční trať Pockau-Lengefeld–Neuhausen je místní dráha v Sasku vedoucí údolím řeky Flöhy (Flájského potoka) z Pockau přes Olbernhau do Neuhausenu Trať patří od roku 2001 k DB RegioNetz Erzgebirgsbahn.

## Historie

### Plány na výstavbu
Úvahy o výstavbě železnice do horní údolí Flájského potoka (Flöhatal) a Marienbergu se objevily již kolem roku 1863, kdy se diskutovalo o výstavbě železnice ze Saské Kamenice do Freibergu. Tehdy se uvažovlao o trase jižnější než současné vedení, jež by připojovala obce v Krušných horách. Když byly tyto plány opuštěny, byla podporována železnice údolím Flájského potoka přes Olbernhau a dále do Chomutova. Ve stejné době se v Marienbergu prosadil výbor pro výstavbu železnice přes Marienberg a Reitzenhain do Chomutova. V roce 1867 soutěžily dva projekty aby získaly koncesi na vybudování železnice v údolí Flájského potoka. Poté, co se Buschtěhradská dráha a město Chomutov vyslovily pro trasu přes Marienberg, byla tato trasa upřednostňována. V roce 1868 schválil saský zemský sněm udělení koncese a rozhodl, že se trať má stavět ze soukromého kapitálu.
15. srpna 1871 byla pro výstavbu a provoz tratě založena společnost Chemnitzko-Chomutovské dráhy. Výstavbou dráhy byla pověřena stavební společnost Plessner &amp; co. z Berlína.

### Výstavba trati do Olbernhau
22. února 1872 byl položen první základní kámen. Při stavbě se využilo italských pracovníků, protože měli mnoho zkušeností s budováním kamenných staveb. V důsledku hospodářské krize z roku 1873 stavební firma narazila na ekonomické obtíže, takže železniční společnost byla nucena trať dokončit sama. Na počátku roku 1875 byla stavba dokončena.
Již po prvním roce provozu musela společnost Chemnitzko-Chomutovské dráhy prodat své tratě z důvodu finanční ztráty státu. 4. prosince 1876 přešla trať na saský stát, majitelem a provozovatelem dráhy se staly Královské saské státní dráhy.

### Prodloužení tratě do Neuhausenu

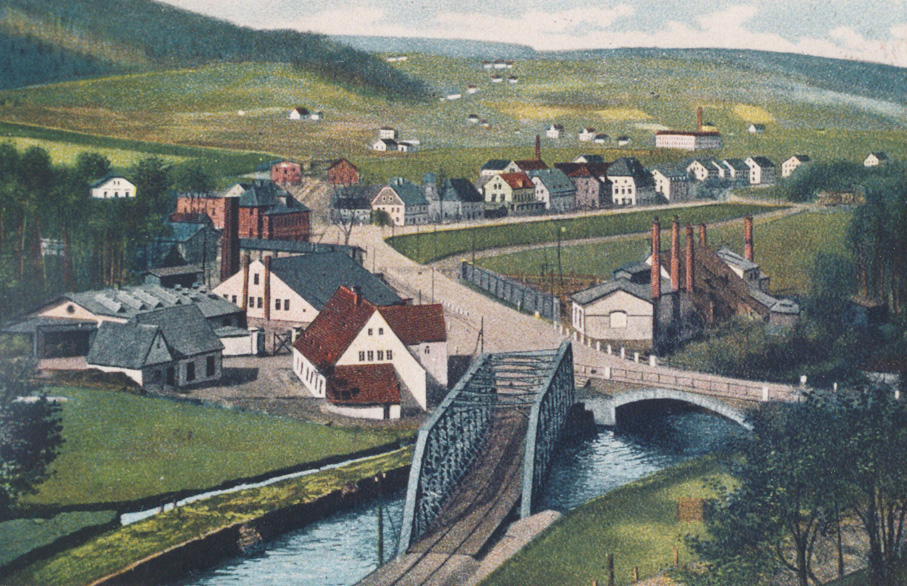
Pohled z Oberneuschönbergu ve směru do Olbernhau s mostem přes Flájský potok v Olbernhau-Grünthalu v popředí (kolem roku 1900)

Již roku 1883 byla podána petice za pokračování dráhy. V té době počítal rozpracovaný projekt s Úzkorozchodnou tratí z Olberhau přes Saydu do Bienenmühle a k trati Nossen – Moldava v Krušných horách. Primární hnací silou byl Neuhausenský farář Dr. Süß, ale též Saydský železniční výbor. V červenci 1890 saské ministerstvo financí zhodnotil situaci v údolí Flájského potoka (Flöhatalu) a na podzim roku 1891 představilo vlastní projekt. Tento počítal s normálněrozchodnou tratí mezi Olbernhau a Neuhausenem. Obě komory Saského zemského sněmu odsouhlasily projekt v únoru 1892.
Přípravné práce pro stavbu trati začaly v roce 1892. V říjnu 1893 začaly vlastní stavební práce na trati, které probíhaly dva roky do podzimu roku 1895. Bylo položeno celkem 13 541 metrů kolejí včetně 39 výhybek. 24. září 1895 se konala oficiální zkušební jízda, nebyly zjištěny žádné nedostatky. 30. září 1895 byla trať oficiálně otevřena slavnostním vlakem pro pozvané hosty.
1. října 1895 začal pravidelný provoz čtyřmi páry vlaků v trase Pockau-Lengefeld–Neuhausen.
3. května 1927 byla otevřena odbočka do Deutschneudorfu (Svídnická údolní dráha). Tato trať byla uzavřena roku 1969 .

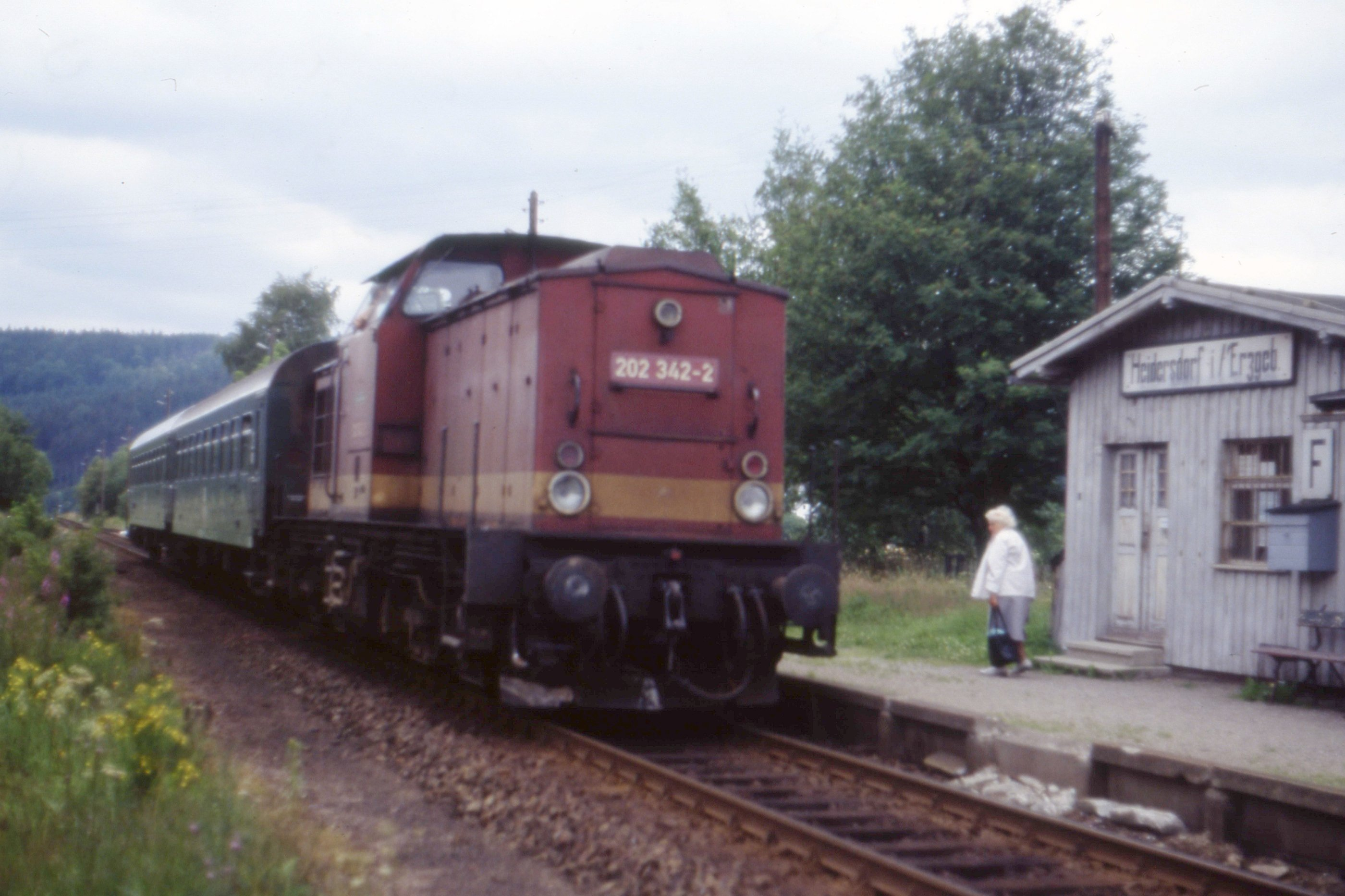
Osobní vlak s dieselovou lokomotivou řady 110 a rekonstruovanými předválečnými vozy na zastávce Heidersdorf (1993)

V úseku mezi Olbernhau-Grünthal a Neuhausenem byla od 1. ledna 1994 zastavena nákladní doprava. Osobní doprava byla provozována až do 9. června 2001, poté byla zastavena kvůli závadám na železničním svršku.

### Sanace a současnost

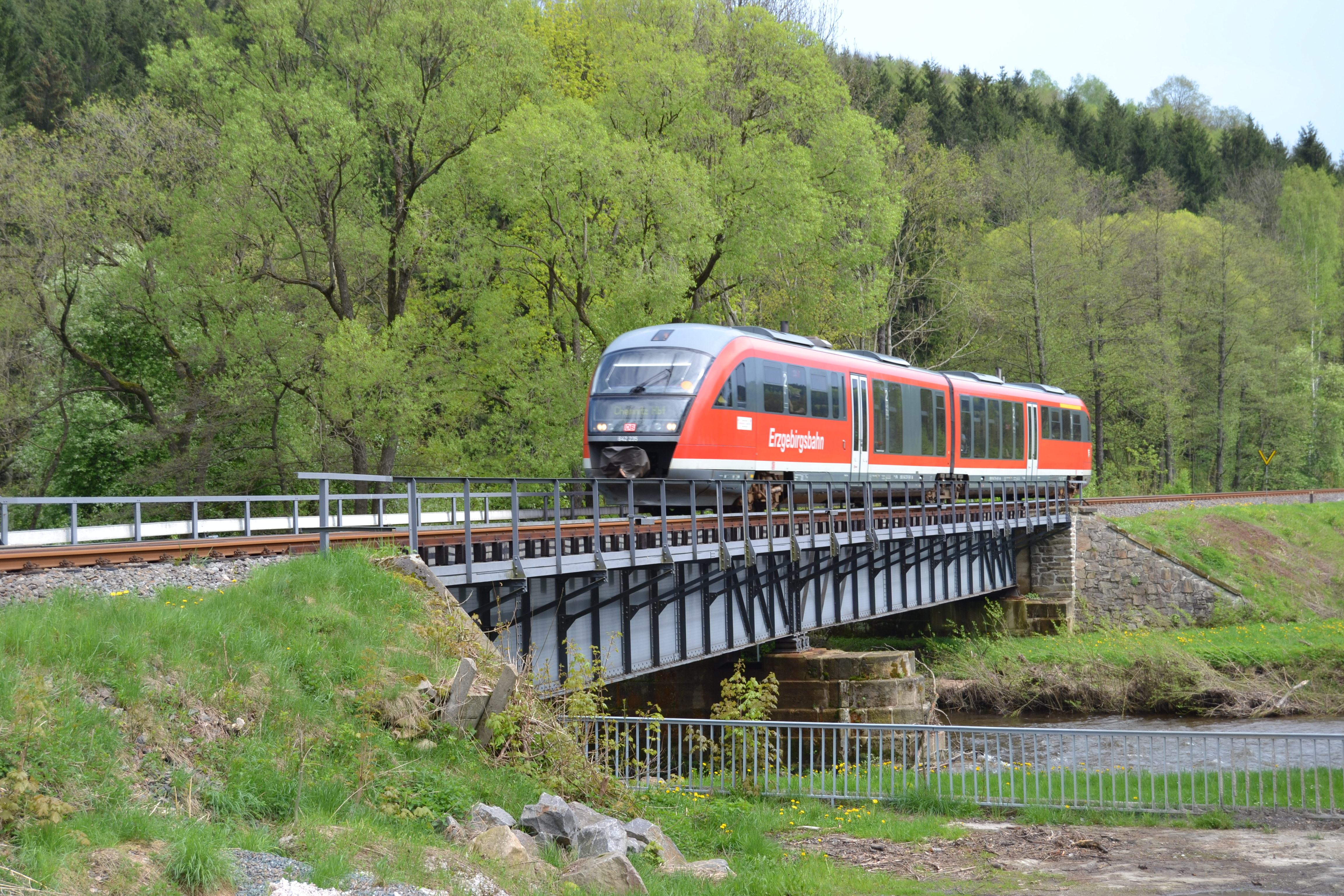
Osobní vlak Erzgebirgsbahn na mostě přes Flájský potok (Flöhu) km 0,685 (2013)

Od roku 2002 začala sanace úseku Pockau-Lengefeld – Olbernhau. 29. ledna 2005 byl znovu zaveden provoz přímých vlaků mezi stanicemi Chemnitz Hbf a Olbernhau. 29. října 2005 byl úsek Olbernhau – Olbernhau-Grünthal znovu uveden do provozu. Od 10. prosince 2006 byl Chemnitzem a Olbernhau ve všední dny zaveden hodinový takt s křižováním v Pockau-Lengefeldu, od prosince 2011, byl omezen pouze na hlavní vytížené časy (pondělí až pátek, kromě dopoledne) je zachována. Jinak vlaky jezdí každé dvě hodiny.
Mezi Olbernhau-Grünthal a Neuhausen nebyla nejprve provedena oprava kolejí, protože v tomto úseku odpovědný Dopravní svaz středního Saska (ZVMS) již neplánoval železniční dopravu obnovit. V září 2007 byla zahájena opravena. V roce 2010, byl úsek Olbernhau-Grünthal–Neuhausen po devíti letech konečně znovu uveden do provozuschopného stavu, je zavedena příležitostná železniční doprava. 13. listopadu 2010 vyjel poprvé po více než devíti letech zvláštní vlak Erzgebirgsbahn do Neuhausenu.
Vzhledem k nízkému zalidnění, je nepravděpodobné, že ZVMS objedná na úsek pravidelnou dopravu. V současné době Spolkový drážní úřad schválil snížení kapacity (snížení rychlosti ze současných maximálně 40 na 10 nebo 20 km/h), od změny jízdního řádu v červnu 2014. Od 6. února do 6. května 2014 nabídly DB RegioNetz Infrastruktur GmbH úsek Olbernhau-Grünthal–Neuhausen k pronájmu pro „zúčastněné strany, které chtějí převzít tento úsek ve stávajícím stavu, dráhu udržovat a provozovat na ní veřejnou dopravu na vlastní odpovědnost."
Novým nájemcem se stane nově založená společnost Haustein Eisenbahn-Gesellschaft mbH, která převezme trať od kilometru 13,040 (Ra 10 Olbernhau-Grünthal) (leden 2017). Již během jednání roku 2016 získal starosta Olbernhau Heinz-Peter Haustein cenu Spolku cestujících (Fahrgastverband) ProBahn za svůj závazek.

## Průběh tratě

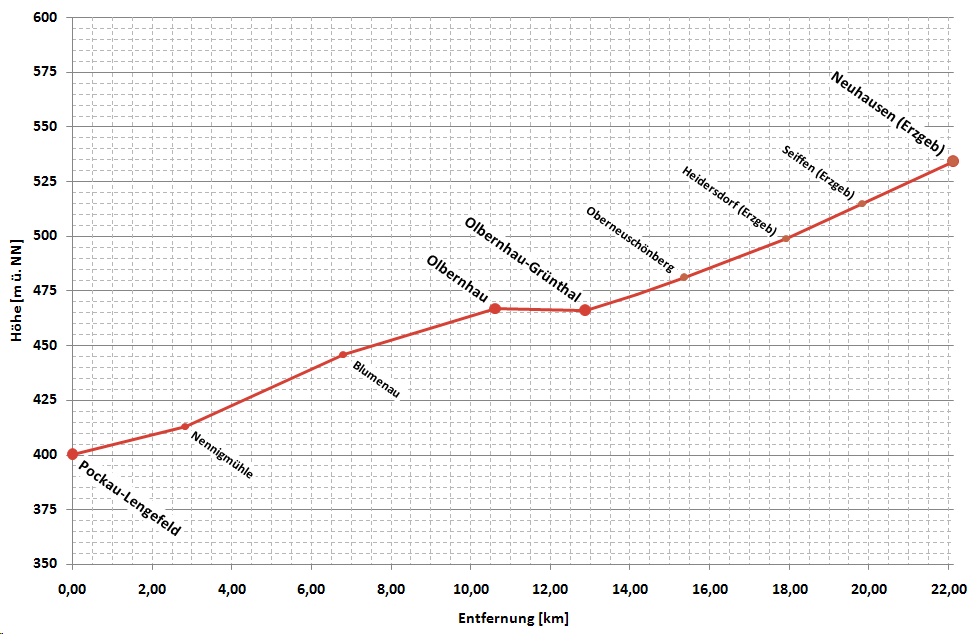
zjednodušený výškový profil trati

Železniční trať Pockau-Lengefeld – Neuhausen vychází z nádraží Pockau-Lengefeld východním směrem. V celé délce trať vede podél řeky Flöha (Flájského potoka), kterou několikrát přechází. Mezi Blumenau a Olbernhau-Grünthal je trať vedena po levém břehu s ohledem na protipovodňovou ochranu.

### Stanice a zastávky

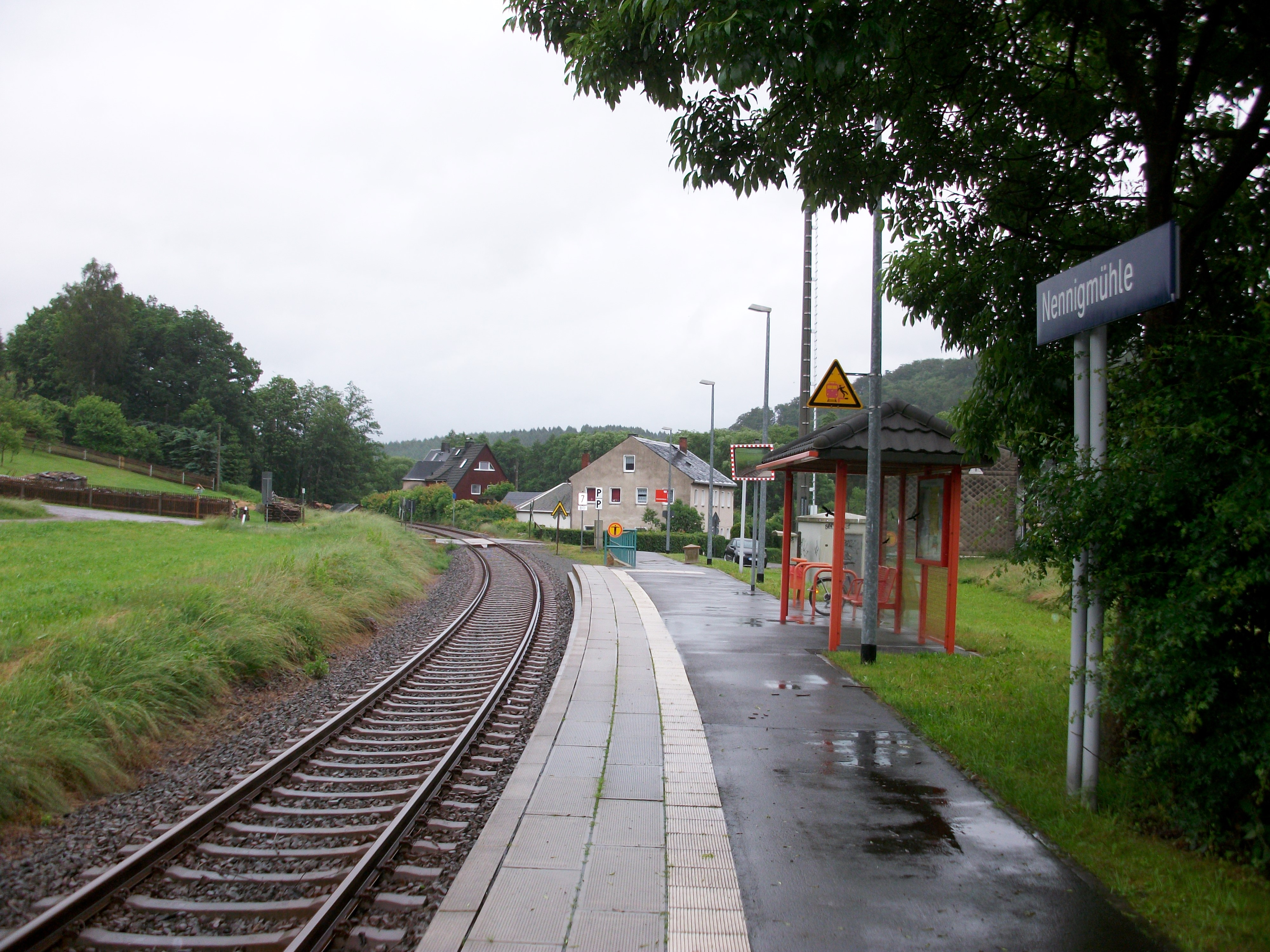
Zastávka Nenningmühle (2016)
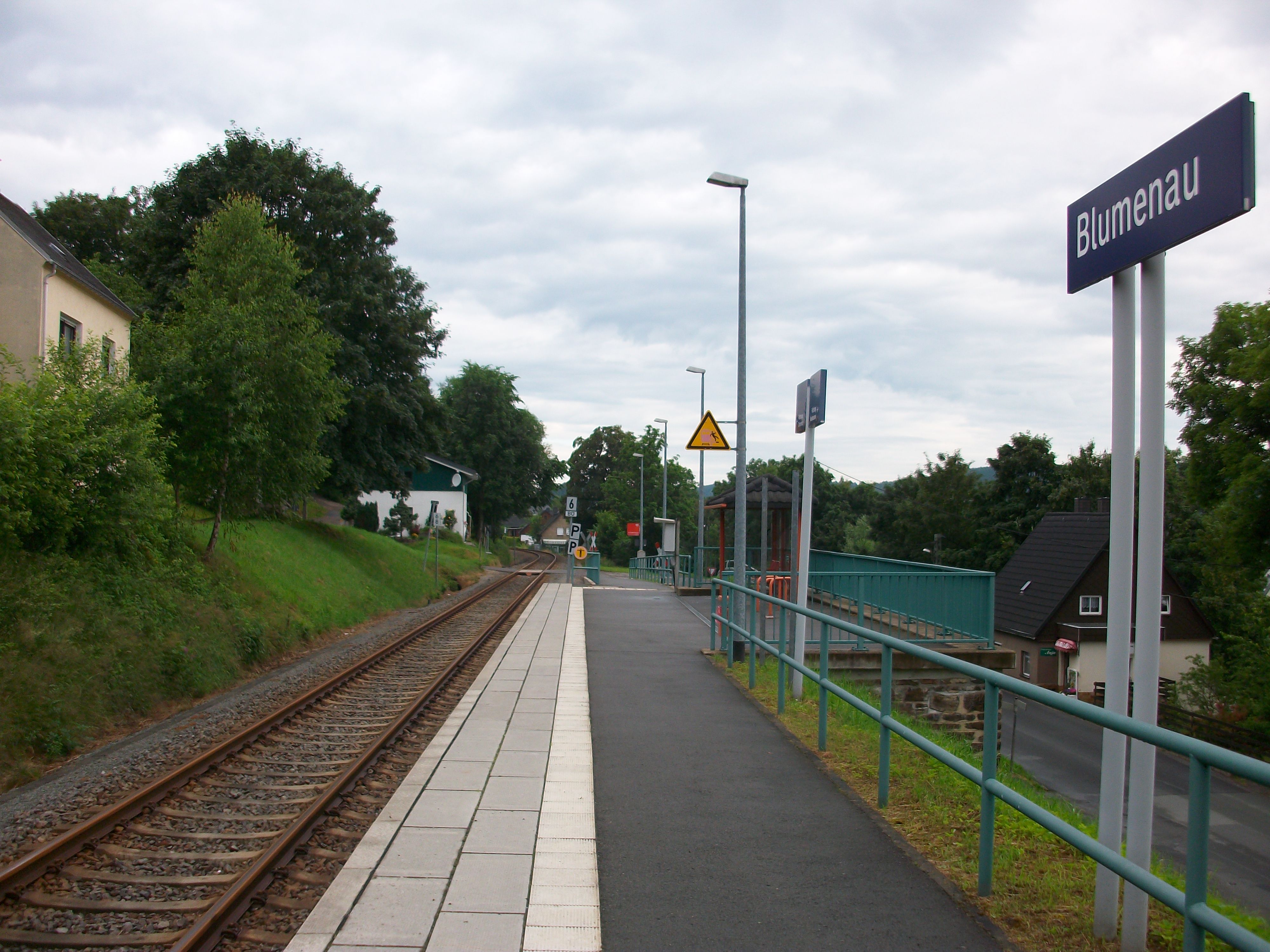
Zastávka Blumenau (2016)
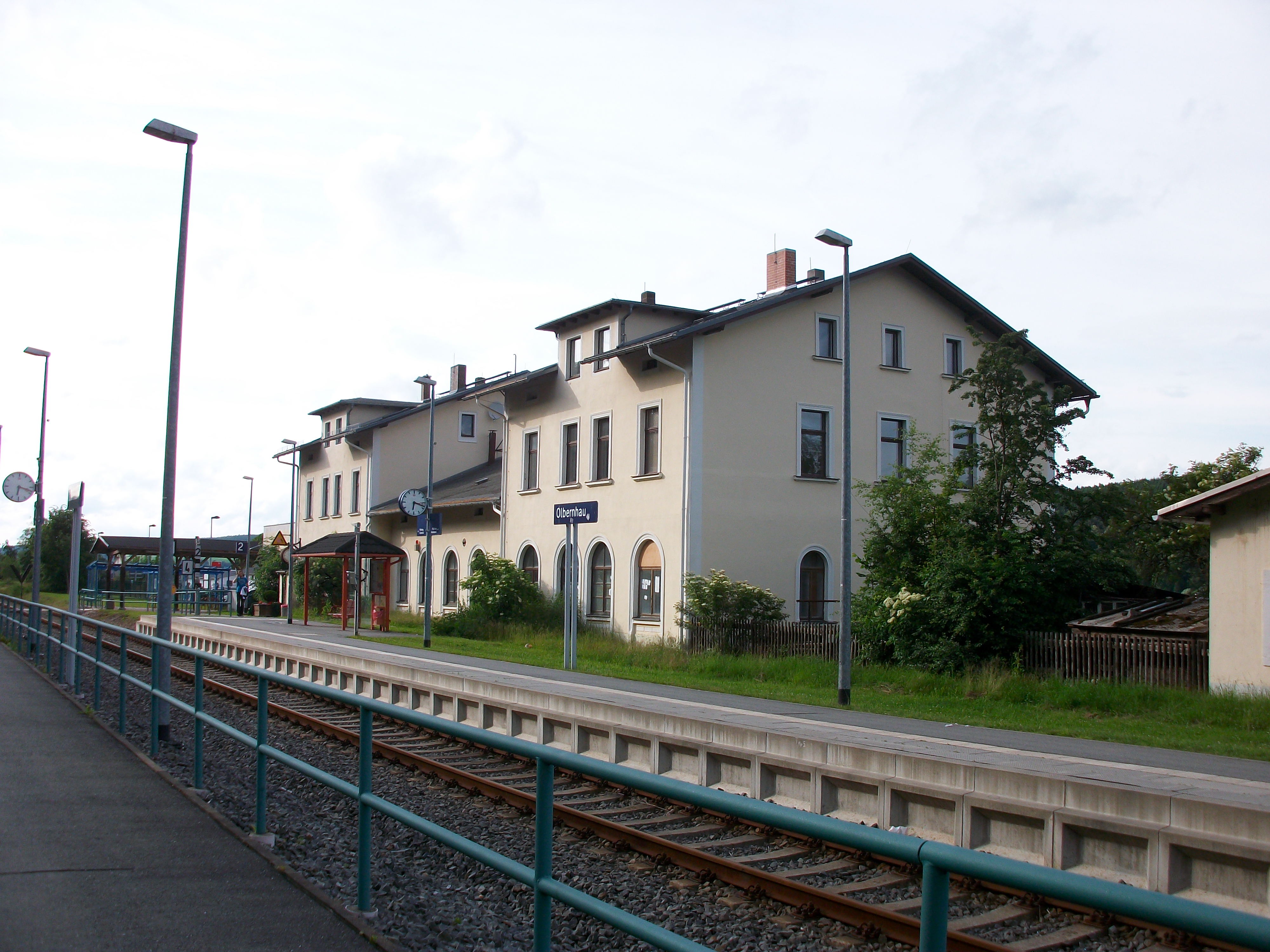
Stanice Olbernhau (2016)
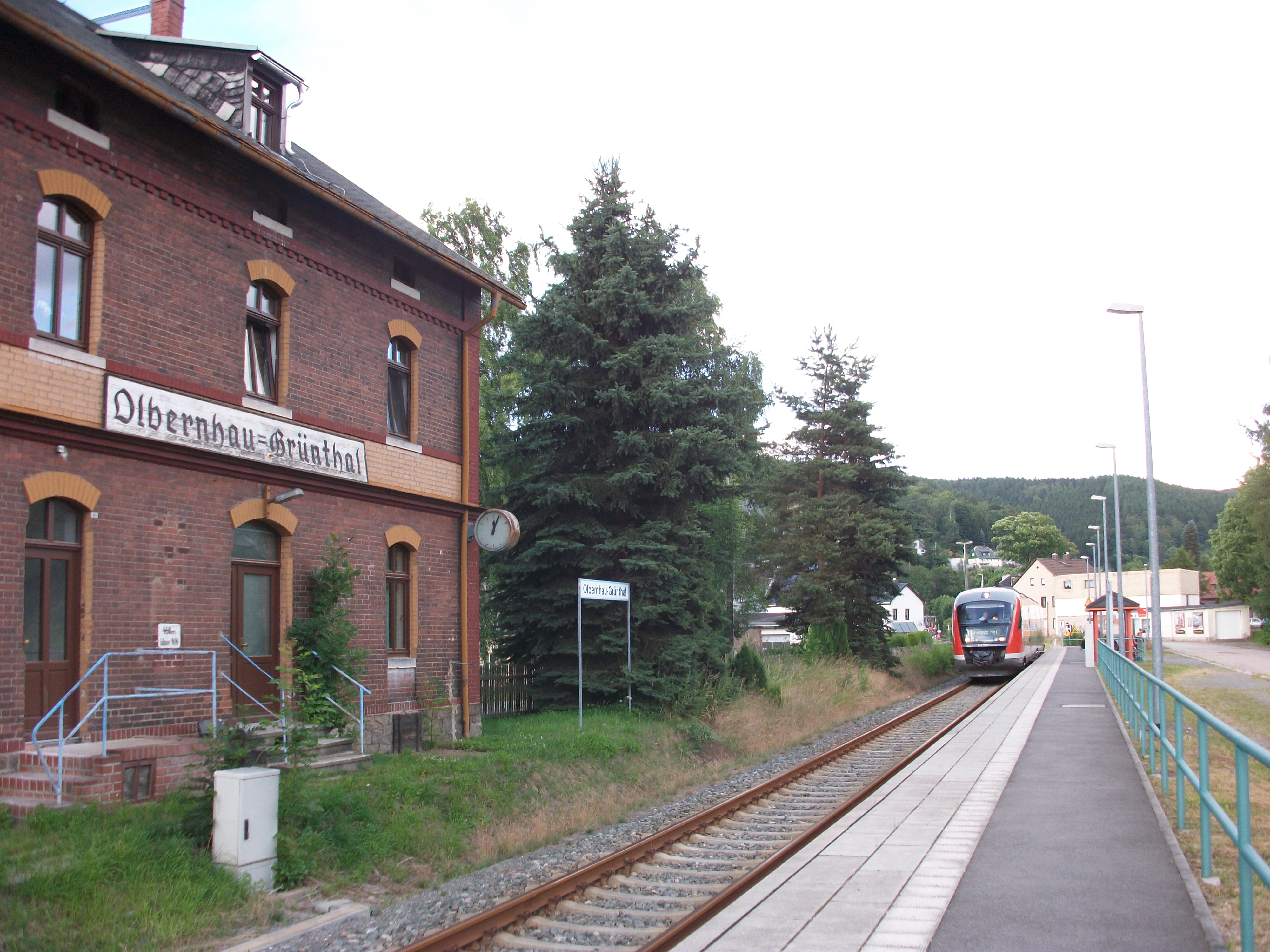
Stanice Olbernhau-Grünthal (2016)
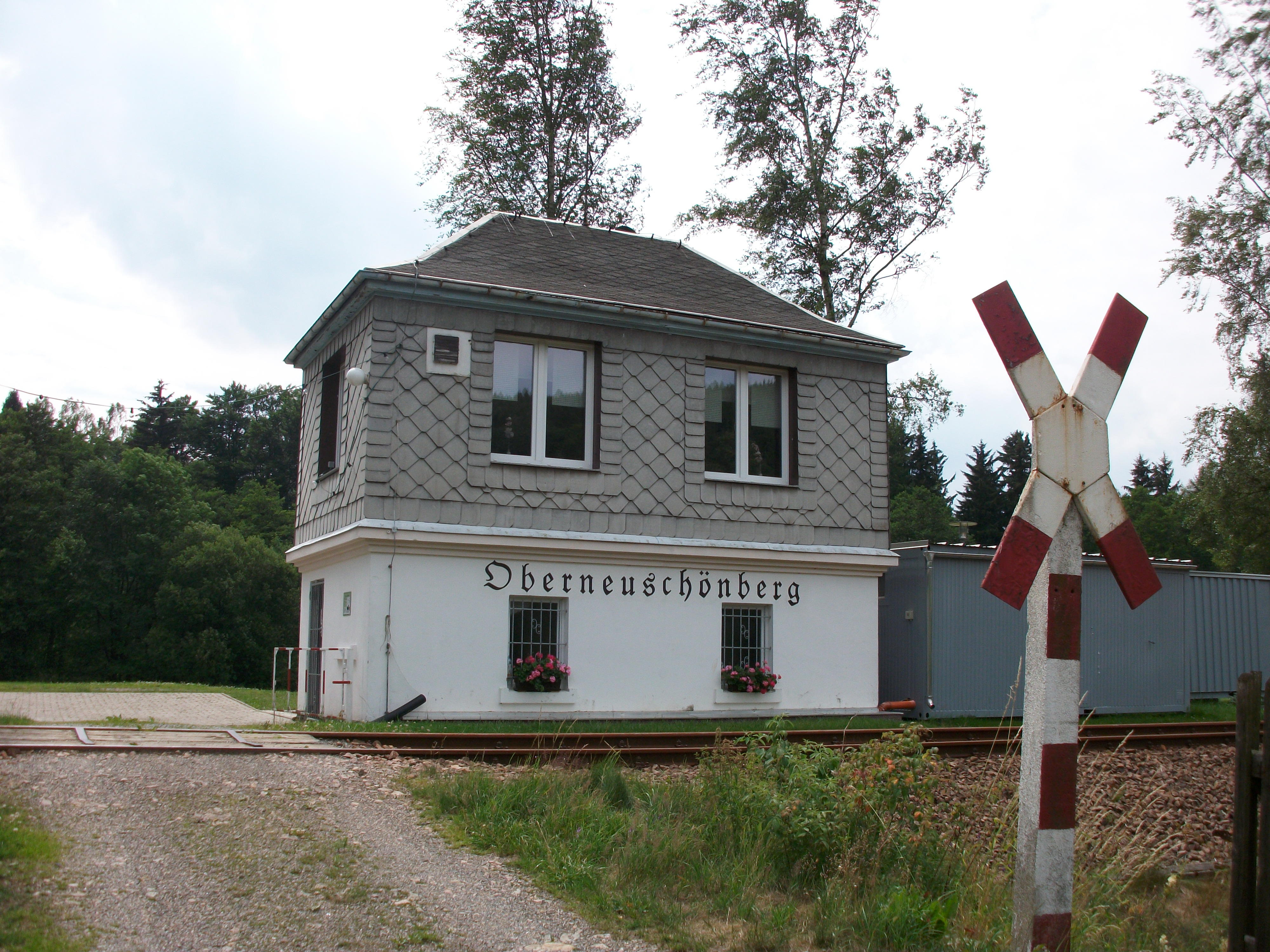
Odbočka Neuschönberg (2017)
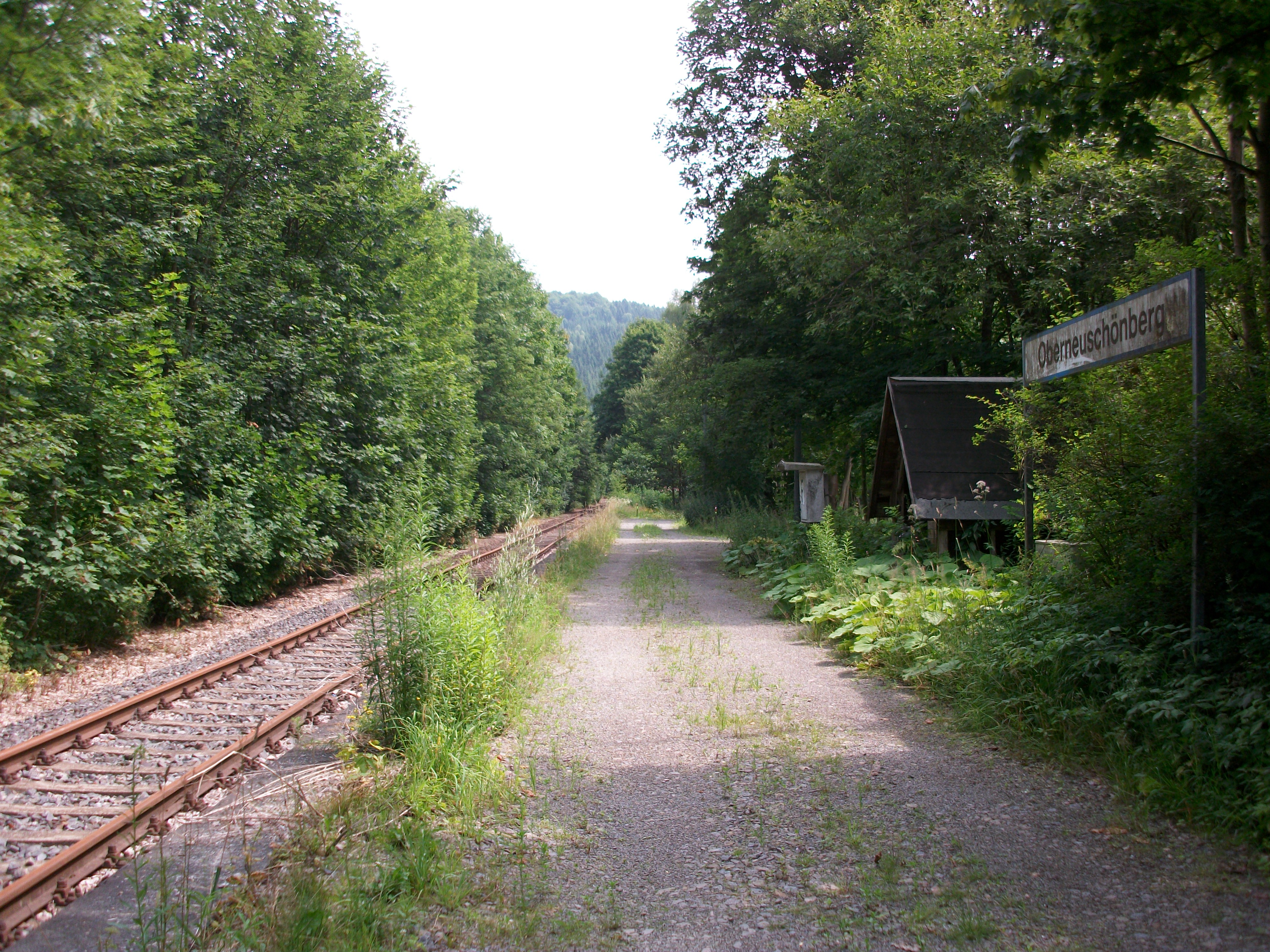
Zastávka Oberneuschönberg (2017)
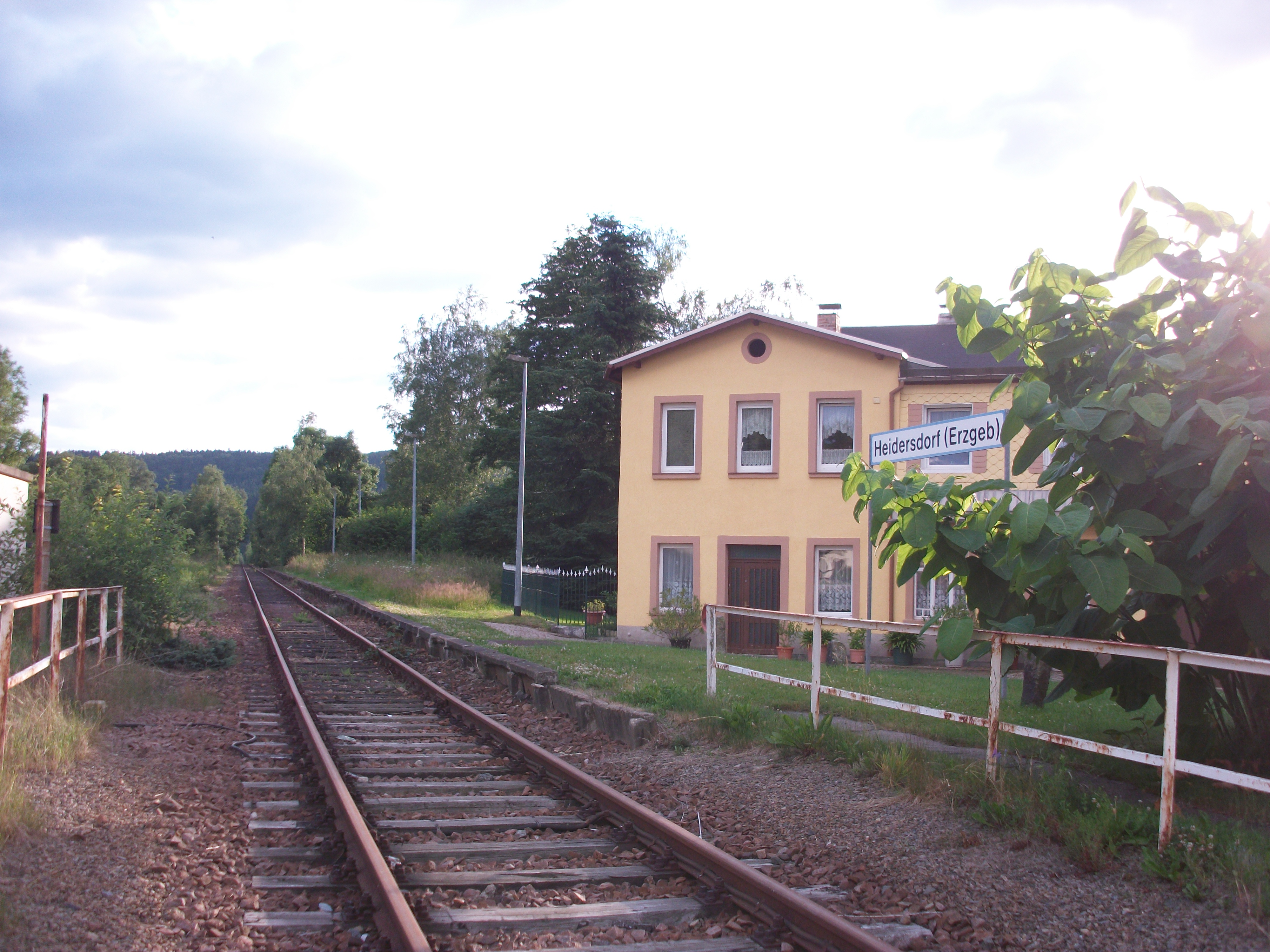
Zastávka Heidersdorf (2016)
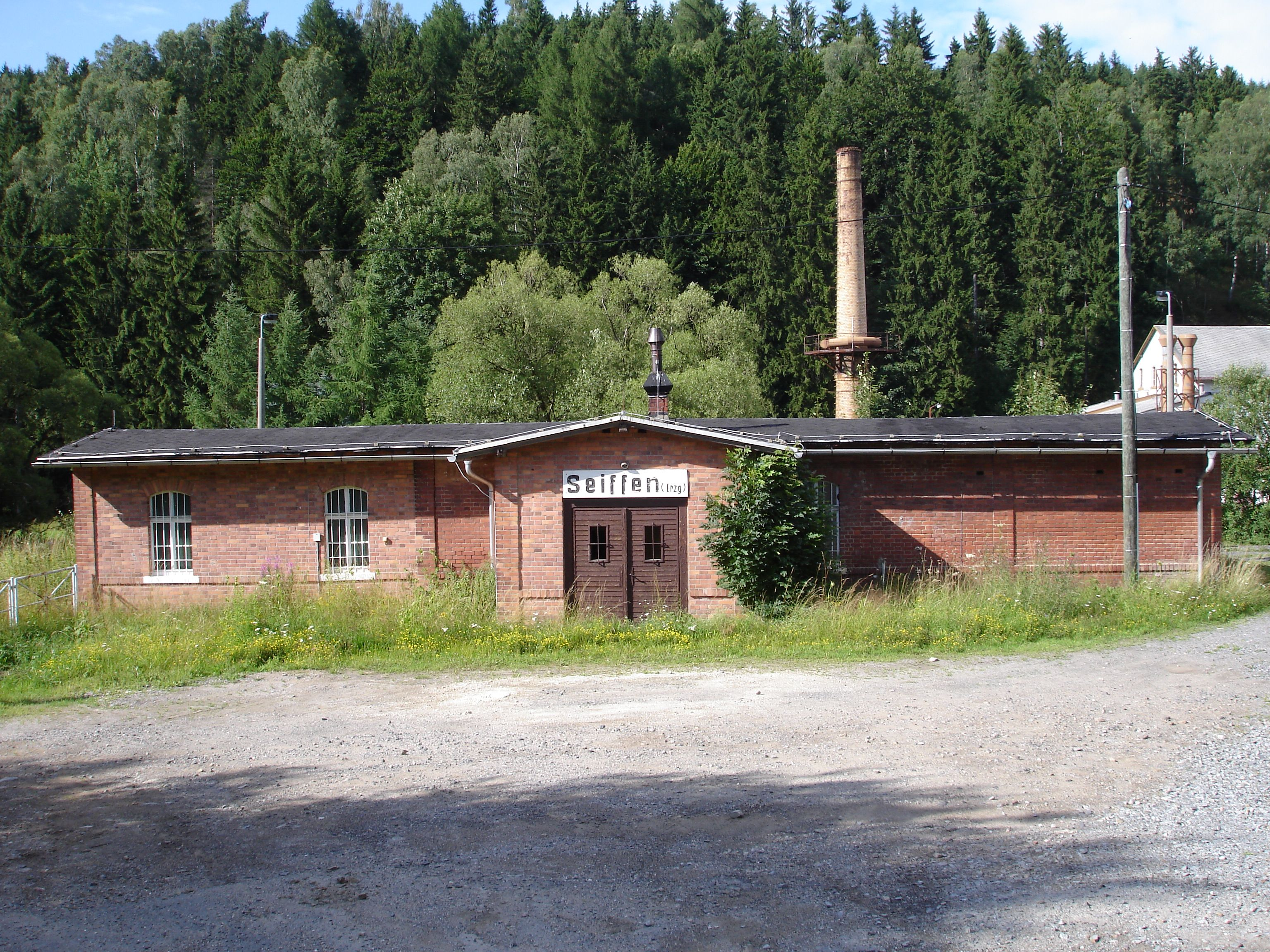
Zastávka Seiffen (2008)
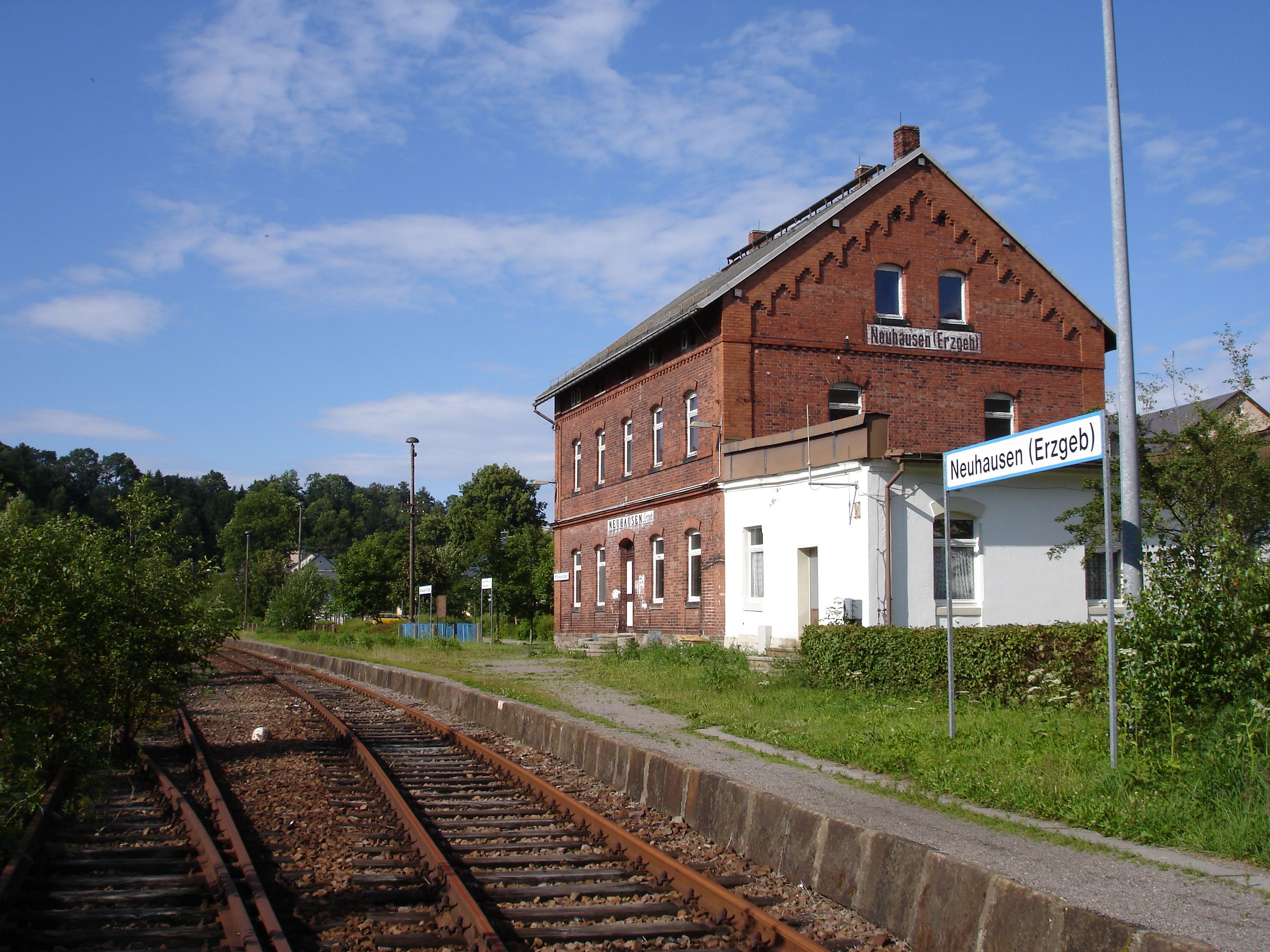
Stanice Neuhausen (Erzgeb) (2008)

## Nasazovaná vozidla
Chemnitzko-Chomutovská dráha opatřila pro tuto odbočku dvě lokomotivy, které státní dráhy později označily řadou VII T. U Chemnitzko-Chomutovské dráhy nesly čísla 9 a 14.
Na konci 80. let byly osobní vlaky vedeny obvykle čtyřnápravovými reko vozy typu Halberstadt a dieselovými lokomotiva DR řady 110. Na konci 90. let byly krátce nasazeny motorové vozy DB řady 772, a vratnými soupravami z vagonů Halberstadt s nástupem uprostřed a lokomotivou DB řady 219 .